# Districte d'Hathras
El districte d'Hathras (creat el 1997 com Districte de Mahamaya Nagar) és una divisió administrativa de l'estat d'Uttar Pradesh a l'Índia amb capital a Hathras. Forma part de la divisió d'Aligarh. El districte té una superfície de 1800,10 km² i una població d'1.336.031 habitants (cens del 2001). El seu nom original fou agafat de Mahamaya la mare de Buda
El districte es va crear amb el nom de Mahamaya Nagar el 3 de maig de 1997 amb territoris segregats del districte d'Aligarh, el districte de Mathura i el districte d'Agra. El nom d'Hathar li fou donat tot seguit per ser el de la capital, sent els dos nom igualment vàlids.
Està dividit en quatre tehsils:
- Hathras
- Sadabad
- Sikandra Rao
- Sasni

I en set blocs (blocks) de desenvolupament: Sasni, Hathras, Mursan, Sadabad, Sehpau, Sikandra Rao i Hasayan.